# Piccolo Müritz
Il Piccolo Müritz (Die Kleine Müritz in lingua tedesca) è un lago tedesco sito nel Land del Meclemburgo-Pomerania Anteriore, circondario della Piana dei laghi del Meclemburgo. Si tratta in realtà di un'appendice a sud del più grande lago di Müritz, nel quale sfocia. Esso è alimentato dalla Elde nel territorio del comune di Rechlin.  Il lago è solo in parte navigabile, ma sono presenti sulle rive un'associazione di velisti (Müritz-Segelverein Rechlin e.V. ) ed il porto per yacht di Rechlin. Al centro del lago vi è l'isola Burgwall. Dal Piccolo Müritz si diparte un ramo della via d'acqua Müritz-Havel verso Mirow.

## Altri progetti

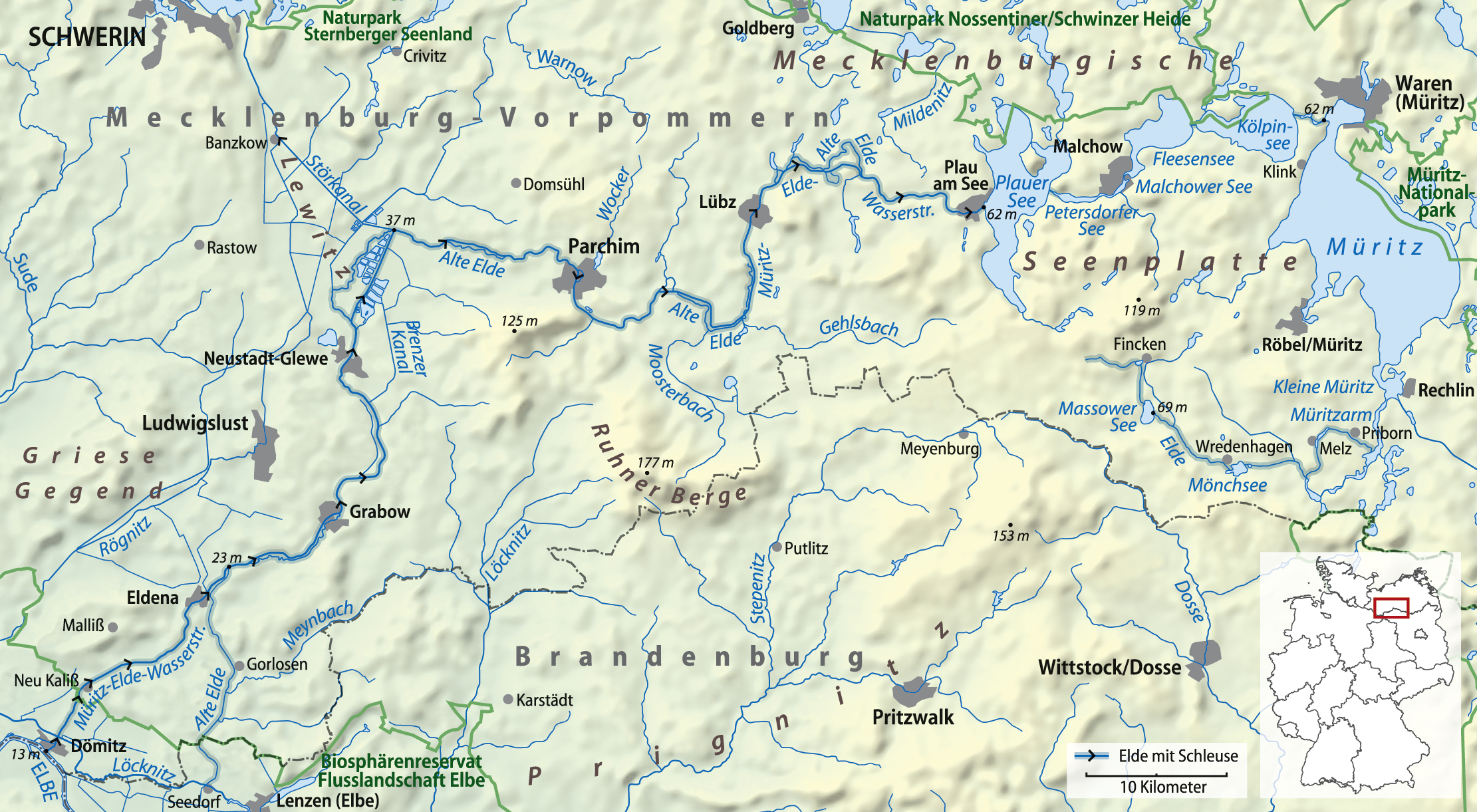
Mappa del percorso della Elde, che evidenzia la catena di laghi che si estende dal Piccolo Müritz fino al lago di Plau.